# San Giovanni Calibita
San Giovanni Calibita är en kyrkobyggnad i Rom, helgad åt den helige Johannes Kalabytes. Kyrkan är belägen på Tiberön i Rione Ripa och tillhör församlingen Santa Maria in Campitelli.

## Kyrkans historia
Kyrkan utgör sjukhuskyrka för Ospedale San Giovanni Calibita Fatebenefratelli.
Enligt legenden uppfördes kyrkan på den helige Johannes Kalabytes föräldrahem under 800-talet. Johannes föddes i en besutten familj, men han rymde hemifrån och blev vid 12 års ålder munk. Efter sex år återvände han hem som tiggare, men hans utseende var så förändrat att hans föräldrar inte kände igen honom. Han tilläts bo i en liten hydda, på grekiska κᾰλῠ́βη, därav hans tillnamn Kalabytes. Till slut avslöjades hans identitet och han begravdes vid sin död under hyddan. Senare uppfördes således en kyrka på denna plats.
Kyrkan ombyggdes omkring 1640. Francesco Borromini inbjöds att rita en ny fasad; år 1644 lade Martino Longhi den yngre fram sitt förslag. Inget av dessa förslag förverkligades, utan fasaden ritades och fullbordades 1711 av Romano Carapecchia, elev till Carlo Stefano Fontana. Fasadfrisen bär inskriptionen:

## Interiören
Den enskeppiga interiören genomgick en genomgripande restaurering från 1736 till 1742; marmordekorationerna är utförda av Romano Carapecchia och freskerna och målningarna av Corrado Giaquinto. Förutom högaltaret har interiören fyra sidokapell, två på vardera sida. Takfresken, ett verk av Corrado Giaquinto, framställer Den helige Johannes av Guds förhärligande. Sjukhuset var tidigare uppkallat efter Johannes av Gud, vars anhängare så småningom grundade Den helige Johannes av Guds barmhärtiga bröder. Denna orden, i folkmun kallad Fatebenefratelli, grundade år 1584 ett sjukhus på Tiberön. Numera heter sjukhuset Ospedale San Giovanni Calibita Fatebenefratelli.
Under högaltaret vördas den helige Johannes Kalabytes reliker. Högaltarmålningen utgörs av Madonnan och Barnet uppenbarar sig för den helige Johannes av Gud, utförd av Andrea Gennaroli år 1640.
I det första sidokapellet på höger hand vördas ikonen Madonna della Lampada. Enligt legenden fanns ikonen tidigare vid Tibern utanför kyrkan och översköljdes av vatten vid en översvämning år 1557; votivljuset fortsatte emellertid att brinna. Ikonen uppbärs av två förgyllda stuckänglar, utförda av Cavalier d'Arpino. Altarmålningen i det andra kapellet till höger utgörs av Giovanni Battista Lenardis Den helige Johannes Kalabytes död.
Det första kapellet på vänster hand är invigt åt Kristi lidande. Det andra kapellet är invigt åt den helige Antonios Eremiten; altarmålningen visar helgonets död och är ett verk av Corrado Giaquinto. I kapitelsalen återfinns målningen Kristi gisslande av Mattia Preti.

## Bilder
| - Takfresken Den helige Johannes av Guds förhärligande av Corrado Giaquinto. - Madonna della Lampada. Kopia av ikonen som återfinns i kyrkan. - Kristi gisslande av Mattia Preti. |